# Brandywine Productions
Brandywine Productions ist eine US-amerikanische Filmproduktionsfirma. Bekannt ist sie durch ihre Produktion der Alien-Filmreihe.

## Geschichte
Gegründet wurde Brandywine Productions 1969 von den Filmemachern Walter Hill, David Giler und Gordon Carroll.
Bereits ihr erster Film, das Drama Liebende Frauen, erhielt zahlreiche Auszeichnungen. Unter anderem wurde Glenda Jackson der Oscar für die beste weibliche Hauptrolle verliehen; für drei weitere Oscars, darunter beste Regie, war er nominiert. 1976 folgte die Komödie The Student Body unter der Regie von Gus Trikonis.
Danach bekamen die drei Filmemacher den Drehbuch-Entwurf von Dan O’Bannon für Alien – Das unheimliche Wesen aus einer fremden Welt angeboten, den sie stark überarbeiteten. Dank der Popularität von Science-Fiction durch den Erfolg von Star Wars ließ sich mit 20th Century Fox rasch ein Partner finden. Hill sollte zunächst Regie führen, lehnte aber wegen seiner mangelnden Erfahrung mit Spezialeffekten ab. Letztendlich übernahm der bis dato unbekannte Ridley Scott die Regie.
Seitdem produzierte das Unternehmen sämtliche Teile der Alien-Filmreihe und ihre Ableger wie Alien vs. Predator und Prometheus – Dunkle Zeichen.

## Produktionen
- 1969: Liebende Frauen (Regie: Ken Russell)
- 1976: The Student Body (Regie: Gus Trikonis)
- 1979: Alien – Das unheimliche Wesen aus einer fremden Welt (Regie: Ridley Scott)
- 1986: Aliens – Die Rückkehr (Regie: James Cameron)
- 1988: Der Fall Randall Adams (Regie: Errol Morris)
- 1992: Alien 3 (Regie: David Fincher)
- 1997: Alien – Die Wiedergeburt (Regie: Jean-Pierre Jeunet)
- 2004: Alien vs. Predator (Regie: Paul W. S. Anderson)
- 2007: Aliens vs. Predator 2 (Regie: Colin Strause und Greg Strause)
- 2012: Prometheus – Dunkle Zeichen (Regie: Ridley Scott)
- 2017: Alien: Covenant (Regie: Ridley Scott)
- 2024: Alien: Romulus (Regie: Fede Alvarez)